# ピョートル・パーニン

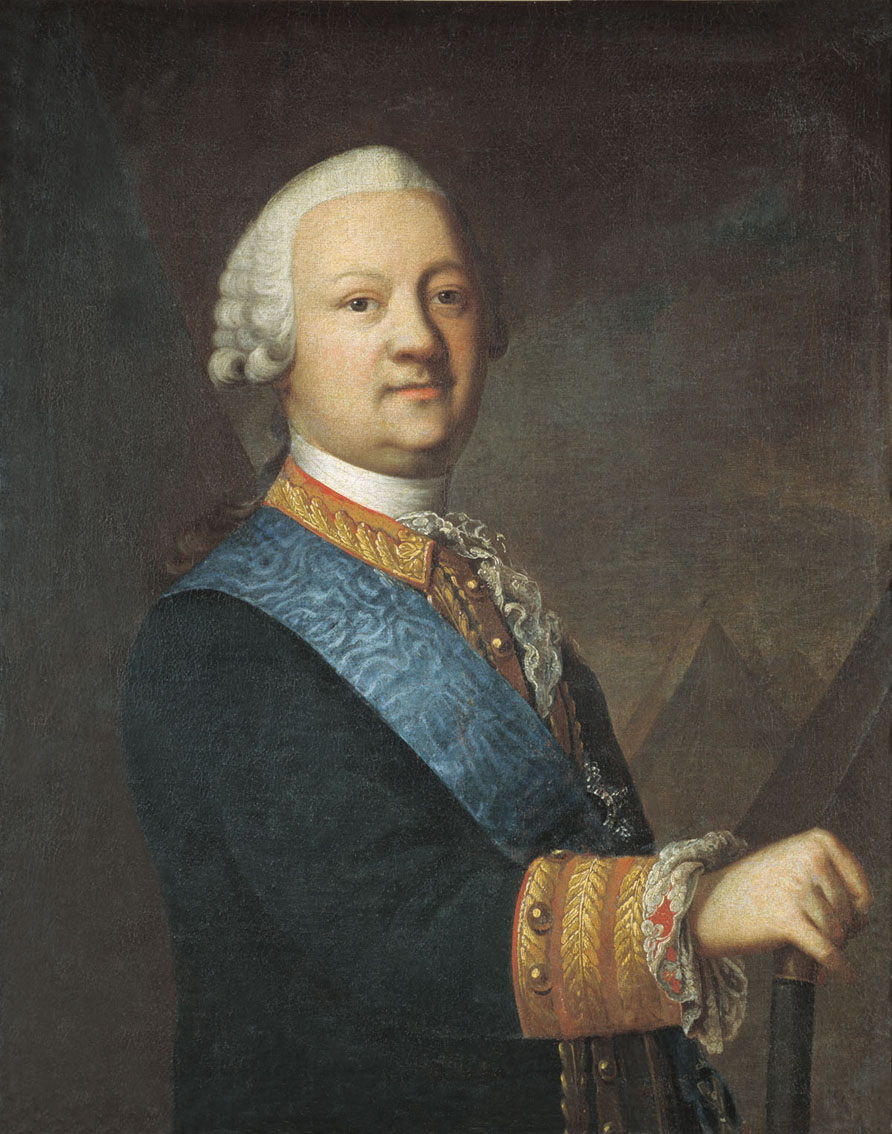
ピョートル・イヴァノヴィチ・パーニン伯爵、1767年。

ピョートル・イヴァノヴィチ・パーニン伯爵（ロシア語: Пётр Ива́нович Па́нин、1721年 - 1789年4月15日）は、ロシア帝国の軍人。ニキータ・イヴァノヴィチ・パーニンの弟。

## 生涯
ピョートル・パーニンは七年戦争と1768年から1774年までの露土戦争で軍功を挙げ、後者では1770年のベンデル包囲戦を成功させた。1773年から1775年にかけてはプガチョフの乱の鎮圧に加わった。1789年、モスクワで死去した。

## 家族
2度結婚しており、2度目の結婚で1男2女をもうけた。
- エカチェリーナ・ペトロヴナ・パーニナ（1768年 - 1776年）
- ニキータ・ペトロヴィチ・パーニン（英語版）（1770年 - 1837年）
- ソフィア・ペトロヴナ・パーニナ（ロシア語版）（1772年 - 1833年）